# Jasmin Schornberg
Jasmin Schomberg, née le 7 avril 1986 à Lippstadt, est une kayakiste allemande pratiquant le slalom.

## Palmarès

### Championnats du monde de canoë-kayak slalom
- 2006 à Prague,  République tchèque
  -  Médaille de bronze en relais 3xK1
- 2007  à Foz do Iguaçu,  Brésil
  -  Médaille d'or en relais 3xK1
- 2009 à La Seu d'Urgell,  Espagne
  -  Médaille d'or en K1
  -  Médaille de bronze en relais 3xK1
- 2010 à Tacen,  Slovénie
  -  Médaille d'argent en relais 3xK1
- 2011 à Bratislava,  Slovaquie
  -  Médaille de bronze en K1 par équipe
- 2013 à Prague,  Tchéquie
  -  Médaille d'argent en K1 par équipe
  -  Médaille de bronze en K1
- 2017 à Pau,  France
  -  Médaille d'or en K1 par équipe
- 2018 à Rio de Janeiro,  Brésil
  -  Médaille d'argent en K1 par équipe
- 2022 à Augsbourg,  Allemagne
  -  Médaille d'or en K1 par équipe

### Championnats d'Europe de canoë-kayak slalom
- 2007 à Liptovský Mikuláš  Slovaquie
  -  Médaille d'or en relais 3xK1
- 2008 à Cracovie  Pologne
  -  Médaille d'or en relais 3xK1
- 2009 à Nottingham,  Royaume-Uni
  -  Médaille de bronze en relais 3xK1
- 2010 à Bratislava  Slovaquie
  -  Médaille d'or en K1 par équipe
- 2012 à Augsbourg  Allemagne
  -  Médaille d'or en K1 par équipe
- 2016 à Liptovský Mikuláš  Slovaquie
  -  Médaille d'argent en K1 par équipe
- 2018 à Prague  Tchéquie
  -  Médaille d'or en K1 par équipe
- 2019 à Pau  France
  -  Médaille d'argent en K1 par équipe
  -  Médaille d'argent en C1 par équipe
  -  Médaille de bronze en K1